# Giro di Svizzera 2015
Il Giro di Svizzera 2015, settantanovesima edizione della corsa, valido come diciassettesima prova dell'UCI World Tour 2015, si svolse dal 13 al 21 giugno 2015 per un percorso di 1 258 km suddivisi in nove tappe, con partenza da Risch-Rotkreuz ed arrivo finale a Berna. La gara fu vinta dallo sloveno Simon Špilak, che concluse la corsa in 30h 15' 09" seguito dal britannico Geraint Thomas e dall'olandese Tom Dumoulin, piazzatosi terzo.

## Tappe
| Tappa  | Data      | Percorso                             | km    | Vincitore di tappa | Leader cl. generale |
| ------ | --------- | ------------------------------------ | ----- | ------------------ | ------------------- |
| 1ª     | 13 giugno | Risch-Rotkreuz (cron. individuale)   | 5,1   | Tom Dumoulin       | Tom Dumoulin        |
| 2ª     | 14 giugno | Risch-Rotkreuz > Risch-Rotkreuz      | 161,1 | Kristijan Đurasek  | Tom Dumoulin        |
| 3ª     | 15 giugno | Quinto > Olivone                     | 117,3 | Peter Sagan        | Tom Dumoulin        |
| 4ª     | 16 giugno | Flims > Schwarzenbach                | 193,2 | Michael Matthews   | Tom Dumoulin        |
| 5ª     | 17 giugno | Untersetzen > Rettenbachferner (AUT) | 237,3 | Thibaut Pinot      | Thibaut Pinot       |
| 6ª     | 18 giugno | Wil > Bienne                         | 193,1 | Peter Sagan        | Thibaut Pinot       |
| 7ª     | 19 giugno | Bienne > Düdingen                    | 160   | Alexander Kristoff | Thibaut Pinot       |
| 8ª     | 20 giugno | Berna > Berna                        | 152,5 | Aleksej Lucenko    | Thibaut Pinot       |
| 9ª     | 21 giugno | Berna > Berna (cron. individuale)    | 38,4  | Tom Dumoulin       | Simon Špilak        |
| Totale | Totale    | Totale                               | 1 258 |                    |                     |

## Squadre partecipanti
| N.    | Cod. | Squadra                |
| ----- | ---- | ---------------------- |
| 1-8   | LAM  | Lampre-Merida          |
| 11-18 | TFR  | Trek Factory Racing    |
| 21-28 | IAM  | IAM Cycling            |
| 31-38 | BMC  | BMC Racing Team        |
| 41-48 | TCS  | Tinkoff-Saxo           |
| 51-58 | SKY  | Team Sky               |
| 61-68 | TLJ  | Team Lotto NL-Jumbo    |
| 71-78 | KAT  | Katusha Team           |
| 81-88 | TGA  | Team Giant-Alpecin     |
| 91-98 | CAN  | Cannondale Pro Cycling |

| N.      | Cod. | Squadra               |
| ------- | ---- | --------------------- |
| 101-108 | OGE  | Orica-GreenEDGE       |
| 111-118 | MOV  | Movistar Team         |
| 121-128 | LTS  | Lotto-Soudal          |
| 131-138 | FDJ  | FDJ.fr                |
| 141-148 | EQS  | Etixx-Quick Step      |
| 151-158 | AST  | Astana Pro Team       |
| 161-168 | ALM  | AG2R La Mondiale      |
| 171-178 | CCC  | CCC Sprandi Polkowice |
| 181-188 | WGG  | Wanty-Groupe Gobert   |

## Dettagli delle tappe

### 1ª tappa
- 13 giugno: Risch-Rotkreuz – Cronometro individuale – 5,1 km

Risultati
| Pos. | Corridore         | Squadra       | Tempo |
| ---- | ----------------- | ------------- | ----- |
| 1    | Tom Dumoulin      | Giant-Alpecin | 5'41" |
| 2    | Fabian Cancellara | Trek Factory  | a 2"  |
| 3    | Matthias Brändle  | IAM Cycling   | a 4"  |

| Pos. | Corridore         | Squadra       | Tempo |
| ---- | ----------------- | ------------- | ----- |
| 1    | Tom Dumoulin      | Giant-Alpecin | 5'41" |
| 2    | Fabian Cancellara | Trek Factory  | a 2"  |
| 3    | Matthias Brändle  | IAM Cycling   | a 4"  |

### 2ª tappa
- 14 giugno: Risch-Rotkreuz > Risch-Rotkreuz – 161,1 km

Risultati
| Pos. | Corridore         | Squadra      | Tempo    |
| ---- | ----------------- | ------------ | -------- |
| 1    | Kristijan Đurasek | Lampre       | 3h36'52" |
| 2    | Daniel Moreno     | Katusha      | a 4"     |
| 3    | Julián Arredondo  | Trek Factory | s.t.     |

| Pos. | Corridore      | Squadra       | Tempo    |
| ---- | -------------- | ------------- | -------- |
| 1    | Tom Dumoulin   | Giant-Alpecin | 3h42'37" |
| 2    | Geraint Thomas | Team Sky      | a 7"     |
| 3    | Daniel Moreno  | Katusha       | a 11"    |

### 3ª tappa
- 15 giugno: Quinto > Olivone – 117,3 km

Risultati
| Pos. | Corridore     | Squadra      | Tempo    |
| ---- | ------------- | ------------ | -------- |
| 1    | Peter Sagan   | Tinkoff-Saxo | 3h00'35" |
| 2    | Daniel Moreno | Katusha      | s.t.     |
| 3    | Thibaut Pinot | FDJ          | s.t.     |

| Pos. | Corridore     | Squadra       | Tempo    |
| ---- | ------------- | ------------- | -------- |
| 1    | Tom Dumoulin  | Giant-Alpecin | 6h43'12" |
| 2    | Daniel Moreno | Katusha       | a 5"     |
| 3    | Peter Sagan   | Tinkoff-Saxo  | s.t.     |

### 4ª tappa
- 16 giugno: Flims > Schwarzenbach – 193,2 km

Risultati
| Pos. | Corridore         | Squadra      | Tempo    |
| ---- | ----------------- | ------------ | -------- |
| 1    | Michael Matthews  | Orica-Green. | 4h36'00" |
| 2    | Peter Sagan       | Tinkoff-Saxo | s.t.     |
| 3    | Greg Van Avermaet | BMC Racing   | s.t.     |

| Pos. | Corridore     | Squadra       | Tempo     |
| ---- | ------------- | ------------- | --------- |
| 1    | Tom Dumoulin  | Giant-Alpecin | 11h19'08" |
| 2    | Peter Sagan   | Tinkoff-Saxo  | s.t.      |
| 3    | Daniel Moreno | Katusha       | a 8"      |

### 5ª tappa
- 17 giugno: Untersetzen > Rettenbachferner – 237,3 km

Risultati
| Pos. | Corridore          | Squadra    | Tempo    |
| ---- | ------------------ | ---------- | -------- |
| 1    | Thibaut Pinot      | FDJ        | 6h22'47" |
| 2    | Domenico Pozzovivo | AG2R La M. | a 34"    |
| 3    | Simon Špilak       | Katusha    | a 37"    |

| Pos. | Corridore      | Squadra  | Tempo     |
| ---- | -------------- | -------- | --------- |
| 1    | Thibaut Pinot  | FDJ      | 17h42'01" |
| 2    | Geraint Thomas | Team Sky | a 47"     |
| 3    | Simon Špilak   | Katusha  | a 50"     |

### 6ª tappa
- 18 giugno: Wil > Bienne – 193,1 km

Risultati
| Pos. | Corridore          | Squadra      | Tempo    |
| ---- | ------------------ | ------------ | -------- |
| 1    | Peter Sagan        | Tinkoff-Saxo | 4h34'43" |
| 2    | Jürgen Roelandts   | Lotto-Soudal | s.t.     |
| 3    | Alexander Kristoff | Katusha      | s.t.     |

| Pos. | Corridore      | Squadra  | Tempo     |
| ---- | -------------- | -------- | --------- |
| 1    | Thibaut Pinot  | FDJ      | 22h16'51" |
| 2    | Geraint Thomas | Team Sky | a 42"     |
| 3    | Simon Špilak   | Katusha  | a 50"     |

### 7ª tappa
- 19 giugno: Bienne > Düdingen – 160 km

Risultati
| Pos. | Corridore          | Squadra      | Tempo    |
| ---- | ------------------ | ------------ | -------- |
| 1    | Alexander Kristoff | Katusha      | 3h38'07" |
| 2    | Peter Sagan        | Tinkoff-Saxo | s.t.     |
| 3    | Davide Cimolai     | Lampre       | s.t.     |

| Pos. | Corridore          | Squadra    | Tempo     |
| ---- | ------------------ | ---------- | --------- |
| 1    | Thibaut Pinot      | FDJ        | 25h55'03" |
| 2    | Geraint Thomas     | Team Sky   | a 37"     |
| 3    | Domenico Pozzovivo | AG2R La M. | a 50"     |

### 8ª tappa
- 20 giugno: Berna > Berna – 152,5 km

Risultati
| Pos. | Corridore       | Squadra       | Tempo    |
| ---- | --------------- | ------------- | -------- |
| 1    | Aleksej Lucenko | Astana        | 3h28'11" |
| 2    | Jan Bakelants   | AG2R La M.    | a 1"     |
| 3    | Warren Barguil  | Giant-Alpecin | a 17"    |

| Pos. | Corridore          | Squadra    | Tempo     |
| ---- | ------------------ | ---------- | --------- |
| 1    | Thibaut Pinot      | FDJ        | 29h25'28" |
| 2    | Geraint Thomas     | Team Sky   | a 37"     |
| 3    | Domenico Pozzovivo | AG2R La M. | a 50"     |

### 9ª tappa
- 21 giugno: Berna > Berna – Cronometro individuale – 38,4 km

Risultati
| Pos. | Corridore         | Squadra       | Tempo  |
| ---- | ----------------- | ------------- | ------ |
| 1    | Tom Dumoulin      | Giant-Alpecin | 48'36" |
| 2    | Simon Špilak      | Katusha       | a 18"  |
| 3    | Fabian Cancellara | Trek Factory  | a 19"  |

| Pos. | Corridore      | Squadra       | Tempo     |
| ---- | -------------- | ------------- | --------- |
| 1    | Simon Špilak   | Katusha       | 30h15'09" |
| 2    | Geraint Thomas | Team Sky      | a 5"      |
| 3    | Tom Dumoulin   | Giant-Alpecin | a 19"     |

## Evoluzione delle classifiche
| Tappa              | Vincitore          | Classifica generale Maglia gialla | Classifica a punti Maglia nera | Classifica della montagna Maglia azzurra | Classifica degli svizzeri Maglia rossa | Premio combattività | Classifica a squadre |
| ------------------ | ------------------ | --------------------------------- | ------------------------------ | ---------------------------------------- | -------------------------------------- | ------------------- | -------------------- |
| 1ª                 | Tom Dumoulin       | Tom Dumoulin                      | Tom Dumoulin                   | non assegnata                            | Fabian Cancellara                      | Tom Dumoulin        | IAM Cycling          |
| 2ª                 | Kristijan Đurasek  | Tom Dumoulin                      | Tom Dumoulin                   | Luka Pibernik                            | Steve Morabito                         | Cameron Meyer       | Astana Pro Team      |
| 3ª                 | Peter Sagan        | Tom Dumoulin                      | Daniel Moreno                  | Stefan Denifl                            | Steve Morabito                         | Stefan Denifl       | Team Sky             |
| 4ª                 | Michael Matthews   | Tom Dumoulin                      | Peter Sagan                    | Stefan Denifl                            | Steve Morabito                         | Thomas De Gendt     | Astana Pro Team      |
| 5ª                 | Thibaut Pinot      | Thibaut Pinot                     | Peter Sagan                    | Stefan Denifl                            | Steve Morabito                         | Stefan Denifl       | Team Sky             |
| 6ª                 | Peter Sagan        | Thibaut Pinot                     | Peter Sagan                    | Stefan Denifl                            | Steve Morabito                         | Marek Rutkiewicz    | Team Sky             |
| 7ª                 | Alexander Kristoff | Thibaut Pinot                     | Peter Sagan                    | Stefan Denifl                            | Steve Morabito                         | Michał Kwiatkowski  | Team Sky             |
| 8ª                 | Aleksej Lucenko    | Thibaut Pinot                     | Peter Sagan                    | Stefan Denifl                            | Steve Morabito                         | Aleksej Lucenko     | Team Sky             |
| 9ª                 | Tom Dumoulin       | Simon Špilak                      | Peter Sagan                    | Stefan Denifl                            | Steve Morabito                         | Tom Dumoulin        | Team Sky             |
| Classifiche finali | Classifiche finali | Simon Špilak                      | Peter Sagan                    | Stefan Denifl                            | Steve Morabito                         | -                   | Team Sky             |

## Classifiche finali

### Classifica generale - Maglia gialla
| Pos. | Corridore          | Squadra       | Tempo     |
| ---- | ------------------ | ------------- | --------- |
| 1    | Simon Špilak       | Katusha       | 30h15'09" |
| 2    | Geraint Thomas     | Team Sky      | a 5"      |
| 3    | Tom Dumoulin       | Giant-Alpecin | a 19"     |
| 4    | Thibaut Pinot      | FDJ           | a 45"     |
| 5    | Domenico Pozzovivo | AG2R La M.    | a 2'21"   |
| 6    | Bob Jungels        | Trek Factory  | a 2'58"   |
| 7    | Miguel Ángel López | Astana        | a 3'06"   |
| 8    | Steve Morabito     | FDJ           | a 3'17"   |
| 9    | Robert Gesink      | Lotto NL      | a 3'19"   |
| 10   | Rafał Majka        | Tinkoff-Saxo  | a 3'20"   |

### Classifica a punti - Maglia nera
| Pos. | Corridore        | Squadra       | Punti |
| ---- | ---------------- | ------------- | ----- |
| 1    | Peter Sagan      | Cannondale    | 43    |
| 2    | Tom Dumoulin     | Giant-Alpecin | 28    |
| 3    | Aleksej Lucenko  | Astana        | 23    |
| 4    | Thibaut Pinot    | FDJ           | 20    |
| 5    | Jürgen Roelandts | Lotto-Soudal  | 20    |

### Classifica della montagna - Maglia azzurra
| Pos. | Corridore       | Squadra       | Punti |
| ---- | --------------- | ------------- | ----- |
| 1    | Stefan Denifl   | IAM Cycling   | 63    |
| 2    | Thomas De Gendt | Lotto-Soudal  | 33    |
| 3    | Thibaut Pinot   | FDJ           | 22    |
| 4    | Luka Pibernik   | Lampre-Merida | 22    |
| 5    | Daryl Impey     | Orica-Green.  | 21    |

### Classifica degli svizzeri - Maglia rossa
| Pos. | Corridore             | Squadra      | Tempo     |
| ---- | --------------------- | ------------ | --------- |
| 1    | Steve Morabito        | FDJ          | 30h18'26" |
| 2    | Sébastien Reichenbach | IAM Cycling  | a 1'10"   |
| 3    | Michael Albasini      | Orica-Green. | a 25'27"  |
| 4    | Jonathan Fumeaux      | IAM Cycling  | a 26'46"  |
| 5    | Danilo Wyss           | BMC Racing   | a 31'12"  |

### Classifica a squadre
| Pos. | Squadra             | Tempo     |
| ---- | ------------------- | --------- |
| 1    | Team Sky            | 90h55'38" |
| 2    | Trek Factory Racing | a 11'49"  |
| 3    | IAM Cycling         | a 15'08"  |
| 4    | Astana Pro Team     | a 18'43"  |
| 5    | BMC Racing Team     | a 22'33"  |